# Mel Gibson (cestista)
Melvin Lee Gibson, detto Mel (Rockingham, 30 dicembre 1940), è un ex cestista e allenatore di pallacanestro statunitense, professionista nella NBA.

## Carriera
Venne selezionato dai Los Angeles Lakers al secondo giro del Draft NBA 1963 (16ª scelta assoluta).
Con gli Stati Uniti disputò i Campionati mondiali del 1963.